# چی-تانگ ساه
چی-تانگ «تام» ساه (ساده شده چینی: 萨 支 唐؛ چینی سنتی: 薩 支 唐؛ pinyin: ساه چوتانگ؛ متولد نوامبر ۱۹۳۲ در پکن، چین) مهندس الکترونیک چینی-آمریکایی است. وی بیشتر در زمینه اختراع مدارات منطقی سیماس (ماس مکمل) با فرانک وانلاس در فرچایلد سمیکانداکتر در سال ۱۹۶۳ شناخته شده‌است. CMOS اکنون تقریباً در تمام ادوات نیم‌رسانای نوین یکپارچه‌سازی کلان‌مقیاس (VLSI) استفاده می‌شود.
او محقق برجسته پیتمن و استاد تحقیقات فارغ‌التحصیل در دانشگاه فلوریدا از سال ۱۹۸۸ است. او استاد فیزیک و استاد مهندسی برق و کامپیوتر، بازنشسته، در دانشگاه ایلینوی در اربانا-شمپین بود، که به مدت ۲۶ سال تدریس کرد و ۴۰ دانشجو را به درجه دکتری در مهندسی برق و فیزیک و ۳۴ پایان‌نامه کارشناسی ارشد ایی‌ایی را راهنمایی کرد. در دانشگاه فلوریدا، وی ۱۰ مقاله دکتری را در ایی‌ایی راهنمایی کرد. وی تاکنون حدود ۲۸۰ مقاله ژورنالی منتشر کرده‌است و در حدود ۱۷۰ سخنرانی دعوت شده و ۶۰ مقاله مشارکت در چین، اروپا، ژاپن، تایوان و ایالات متحده در زمینه فیزیک ترانزیستور، فناوری و تکامل ارائه کرده‌است.

## افتخارات و جوایز
- ۲۰۰۴ - دکترای افتخاری، دانشگاه ملی چیو تانگ[۴]
- ۲۰۰۳ - جایزه برتر زندگی برجسته، مؤسسه چینی مهندسین ایالات متحده
- ۲۰۰۲ - جایزه تشخیص کمیته-۱۰۰ پیشگام
- ۲۰۰۰ - به دانشکده علوم چین انتخاب شد
- ۱۹۹۹ - عضو فرهنگستان، دانشگاه سینایای تایوان
- ۱۹۹۹ - جایزه تحقیقات دانشگاه انجمن صنعت نیم‌رسانا
- ۱۹۹۸ - جایزه تحقیقات دانشگاه، انجمن صنعت نیم‌رسانای ایالات متحده
- ۱۹۹۵ - همیار، انجمن علمی پیشرفته آمریکا
- ۱۹۹۵ - همیار زندگی آی تری‍پل ایی
- ۱۹۹۴ - جایزه فارغ التحصیلان، دانشگاه ایلینویز
- ۱۹۸۹ - جایزه آی تری‍پل ایی جک مورتون
- ۱۹۸۶ - در فرهنگستان ملی مهندسی ایالات متحده انتخاب شد
- ۱۹۸۱ - جوایز جی‌جی ابرز، انجمن ادوات الکترونیکی آی تری‍پل ایی
- ۱۹۷۵ - دکتر هونوریس کاوزن، یوکی لوون
- ۱۹۷۵ - گواهی شایستگی انجمن فرانکلین
- ۱۹۷۱ - همیار، انجمن فیزیک آمریکا
- ۱۹۶۹ - همیار، انجمن مهندسان برق و الکترونیک
- هزار استنادشده‌ترین دانشمندان جهان، ۱۹۶۵–۱۸۶۵، انجمن اطلاعات علمی

## ثبت اختراعات
- ۳٬۲۰۴٬۱۶۰ - ادوات نیم‌رسانا کنترل شده با پتانسیل سطحی، اوت ۱۹۶۵
- ۳٬۲۸۰٬۳۹۱ - ترانزیستور فرکانس بالا، اکتبر ۱۹۶۶
- ۳٬۲۴۳٬۶۶۹ - ادوات نیم‌رسانا کنترل شده با پتانسیل سطحی، مارس ۱۹۶۹
- ثبت اختراع در انتظار - روش تحلیل DCIV برای تعیین سریع قابلیت اطمینان ترانزیستورها، با ای. نایقاشه
- ۴٬۳۴۳٬۹۶۲ - سلول خورشیدی امیتر پیوندی کم با شارژ اکسید بسیار واداشته، با جی‌جیی فاسم، اس‌سی پاو، اف‌ای لیندهلم، ۱۹۸۲